# Anna Terio
Anna Terio (Gioia del Colle, 26 novembre 1980) è un'attrice italiana.

## Biografia
Studia recitazione al Centro Sperimentale di Cinematografia di Roma. Dopo il diploma inizia una lunga collaborazione con il duo teatrale Ricci/Forte. Dal 2006 in poi è attiva al cinema e in tv con ruoli minori e da caratterista.
Nel dicembre 2016 appare sulla copertina dell settimo album in studio del gruppo musicale italiano Baustelle, L'amore e la violenza, uscito nel gennaio 2017.

## Filmografia

### Cinema
- Nature: Consuelo, regia di Carlo Pisani - cortometraggio (2005)
- Il primo anniversario, regia di Edoardo Winspeare - cortometraggio (2008)
- Detesto l'elettronica stop, regia di Cosimo Messeri (2008)
- Prey and Escape, regia di Vito Bruno - cortometraggio (2009)
- Dinner Date, regia di Mark Kolu - cortometraggio (2009)
- Questione di cuore, regia di Francesca Archibugi (2009)
- In montagna, regia di Toni D'Angelo - cortometraggio (2010)
- Il ritorno di Ulisse, regia di Pietro Loprieno (2010)
- Tommaso, regia di Kim Rossi Stuart (2015)
- Pane e burlesque, regia di Manuela Tempesta (2014)
- La terra dei santi, regia di Fernando Muraca (2015)
- Il venditore di medicine, regia di Antonio Morabito (2014)
- Terapia di coppia per amanti, regia di Alessio Maria Federici (2017)
- Giulia, una storia qualunque, regia di Vincenzo ardito - cortometraggio (2018)
- Scheletri nell'armadio, regia di Davide Angiuli - cortometraggio (2018)
- 18 regali, regia di Francesco Amato (2020)

### Televisione
- R.I.S. Roma - Delitti imperfetti, regia di Fabio Tagliavia - serie TV, episodio 1x10 (2010)
- Limbo, regia di Lucio Pellegrini - film TV (2015)
- Romanzo siciliano, regia di Lucio Pellegrini - serie TV (2016)
- Cotti e mangiati, regia di Franco Bertini - serie TV
- Human Traffic, regia di Janet Traynor - serie TV
- Una donna contro tutti - Renata Fonte, regia di Fabio Mollo, episodio della serie Liberi sognatori - film TV (2018)
- Imma Tataranni - Sostituto procuratore, regia di Francesco Amato  - serie TV, episodio 1x05 (2019)
- #140secondi, regia di Valerio Bergesio - Web serie
- Sei donne - Il mistero di Leila, regia di  Vincenzo Marra - serie TV, 1x02 (2023)

## Teatro
- Metamorphotel, regia di Stefano Ricci
- Wunderkammer Soap Tamerlano, regia di Stefano Ricci
- Pinter's Anatomy, regia di Stefano Ricci
- Wunderkammer Soap Edoardo II, regia di Stefano Ricci
- Some Disordered Christmas Interior Geometries, regia di Stefano Ricci
- Grimmless, regia di Stefano Ricci
- PPP ultimo inventario prima di liquidazione (hommage à Pier Paolo Pasolini), regia di Stefano Ricci

## Radio
- Trafalgar, regia di Sergio Pierattini - radiodramma (RaiRadio2)

## Riconoscimenti
- Premio Vincenzo Rubino 2021 per il teatro.
- Premio Miglior attrice intitolato alla memoria di Monica Scattini al Festival Internazionale del Film Corto dedicato al cinema sociale Tulipani di Seta Nera, edizione 2020, per Giulia, una storia qualunque di Vincenzo Ardito.
- Premio Miglior Attrice Protagonista al Festival Corto... Ma non troppo!, edizione 2019, per Giulia, una storia qualunque di Vincenzo Ardito.
- Golden Graal 2014 come Miglior Attrice Drammatica sezione Teatro per Grimmless di Ricci/Forte.
- Menzione d'onore come Attrice al Los Angeles Film Festival 2018 per il cortometraggio Giulia-Una storia qualunque di Vincenzo Ardito.